# 744

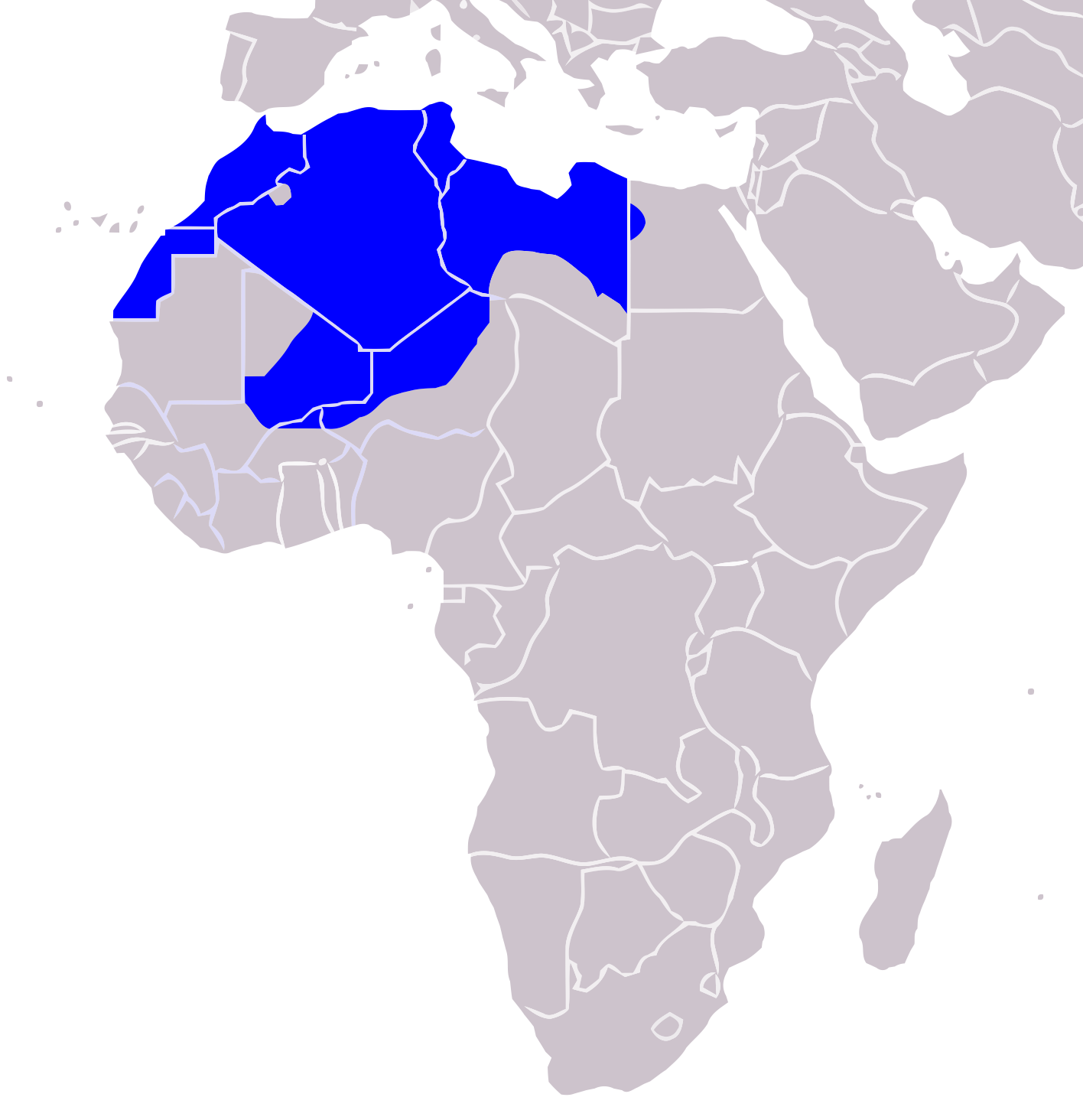
De Berberse invloedssfeer in Noord-Afrika

Het jaar 744 is het 44e jaar in de 8e eeuw volgens de christelijke jaartelling.

## Gebeurtenissen

### Europa
- Koning Liutprand van de Longobarden overlijdt na een regeerperiode van 32 jaar. Tijdens zijn bewind herovert hij de hertogdommen van Spoleto en Benevento, en lijft deze in bij het Longobardische Rijk. Liutprand wordt opgevolgd door zijn neef Hildebrand, maar wordt na 7 maanden afgezet door de Longobardische adel en vervangen door Ratchis, voormalig hertog van Friuli.

### Afrika
- De Barghawata, een Berberse stammenverbond, sticht in de omgeving van Rabat (huidige Marokko) een onafhankelijke islamitische staat.

### Azië
- In Oost-Turkestan gaat het Rijk van de Göktürken ten onder na een overheersing van Centraal-Azië van ongeveer 200 jaar. De Oeigoeren, een confederatie van verschillende Turkse stammen, vestigen een imperium.
- Li Bai (of Li Po), Chinees dichter, hervat zijn zwervend bestaan. Hij zal uiteindelijk meer dan 1000 gedichten produceren. Hij is een overtuigd taoïst. (waarschijnlijke datum)

### Religie
- maart - Concilie van Soissons: Op verzoek van Pepijn de Korte, hofmeier van Neustrië en Bourgondië, wordt in Soissons (Picardië) een concilie gehouden. Bonifatius, aartsbisschop en kerkhervormer, wordt aangesteld als hoofd van de Katholieke Kerk in het Frankische Rijk. Hij stelt     Abel tot bisschop van Reims aan als opvolger van Milo van Trier, die is afgezet.
- 12 maart - De abdij van Fulda (Hessen) wordt gesticht door Sturmius, een leerling van Bonifatius. De abdij ontwikkelt zich later tot een centrum van geleerdheid met een bibliotheek met ongeveer 2000 manuscripten.

## Overleden
- 16 april - Al-Walid II, Arabisch kalief
- Hildebrand, koning van de Longobarden
- Liutprand, koning van de Longobarden